# Алгоритм Бернштейна — Вазирани
Алгоритм Бернштейна — Вазирани (англ. Bernstein–Vazirani algorithm) — квантовый алгоритм, решающий задачу нахождения {\displaystyle n}-битного числа (в иностранной литературе также употребляется термин скрытая строка), скрытого в черном ящике. Предложен Итаном Бернштейном и Умешем Вазирани в 1993 году. Данный алгоритм решает поставленную задачу значительно быстрее, чем это возможно в неквантовой постановке. Алгоритм может применяться в базах данных, атаках на блочные шифры, тестах производительности для квантовых компьютеров, был реализован на 5- и 16-кубитных квантовых компьютерах IBM.

## История
Алгоритм предложен профессором Калифорнийского университета в Беркли Умешем Вазирани и его студентом Итаном Бернштейном. При описании алгоритма современные источники, как правило, ссылаются на выступление Бернштейна и Вазирани на симпозиуме по теории вычислений в 1993 году. Алгоритм Бернштейна — Вазирани является расширенной версией алгоритма Дойча — Йожи, поскольку вместо определения принадлежности функции к определённому классу — сбалансированная или постоянная (то есть принимает либо значение 0, либо 1 при любых аргументах) — алгоритм находит «спрятанный» вектор, позволяющий однозначно определить значение функции в любой точке.
Алгоритм Бернштейна — Вазирани демонстрирует в решаемой им задаче зазор между классическими и квантовыми алгоритмами по наименьшему требуемому количеству запросов к оракулу (чёрному ящику). Даже если разрешить использование вероятностных алгоритмов (с заранее ограниченной вероятностью ошибки), решение классической задачи потребует {\displaystyle O(n)} обращений к оракулу, в то время как в квантовом алгоритме достаточно {\displaystyle O(1)} обращений к нему.

## Постановка задачи Бернштейна — Вазирани

### Классическая задача
Рассмотрим оракул, преобразующий {\displaystyle n}-битное число в один бит, то есть {\displaystyle f:\{0,1\}^{n}\rightarrow \{0,1\}}.
Причём {\displaystyle f(x)=a\cdot x}, где {\displaystyle \cdot } — скалярное произведение вида: {\displaystyle x\cdot y=x_{1}y_{1}\oplus x_{2}y_{2}\oplus ...\oplus x_{n}y_{n}}. Считаем, что один вызов функции {\displaystyle f} осуществляется за константное время.
Требуется найти {\displaystyle a}.

### Квантовая задача
Постановка задачи в квантовой модели похожая, но доступ к оракулу в ней осуществляется не напрямую через функцию {\displaystyle f}, а через линейный оператор {\displaystyle U_{f}}, действующий на систему из {\displaystyle n+1} кубита:
{\displaystyle U_{f}=\sum _{x\in \{0,1\}^{n},y\in \{0,1\}}|x\rangle \langle x|\otimes |y\oplus f(x)\rangle \langle y|},
где {\displaystyle |x\rangle } — кет-вектор, соответствующий квантовому состоянию {\displaystyle x}, {\displaystyle \langle x|} — бра-вектор, соответствующий квантовому состоянию {\displaystyle x}, {\displaystyle \otimes } — произведение Кронекера, {\displaystyle \oplus } — сложение по модулю 2.
Квантовым состояниям {\displaystyle 0} и {\displaystyle 1} соответствуют векторы {\textstyle |0\rangle ={\binom {1}{0}}} и {\textstyle |1\rangle ={\binom {0}{1}}}. Вектор для совместного состояния {\displaystyle x_{1}x_{2}\dots x_{n}} может быть представлен как произведение {\displaystyle |x_{1}x_{2}\dots x_{n}\rangle =|x_{1}\rangle \otimes |x_{2}\rangle \otimes \dots \otimes |x_{n}\rangle }.
Аналогично классическому случаю, предполагается, что обращение к оракулу, вычисляющему результат применения оператора {\displaystyle U_{f}} к входящей системе из {\displaystyle n+1} кубита, выполняется за константное время.
В квантовом случае, как и в классическом, предполагается, что {\displaystyle f(x)=a\cdot x}, и требуется найти {\displaystyle a}.

## Алгоритм

### Классическая задача
В классическом случае при каждом вызове оракула возвращается один бит числа {\displaystyle a}, поэтому чтобы найти {\displaystyle n}-битное число {\displaystyle a}, нужно вызвать оракул {\displaystyle n} раз. Ниже приведён вариант {\displaystyle n} обращений к оракулу, позволяющих целиком восстановить {\displaystyle a}:
{\displaystyle f(1000...0_{n})=a_{1}}
{\displaystyle f(0100...0_{n})=a_{2}}
{\displaystyle \vdots }
{\displaystyle f(0000...1_{n})=a_{n}}
Количество обращений к оракулу в классическом случае равно {\displaystyle O(n)}, где {\displaystyle n} — количество бит числа {\displaystyle a}. Несложными теоретико-информационными рассуждениями можно показать, что эта оценка не улучшаема даже в рамках класса BPP.

### Квантовый алгоритм
В основу алгоритма положен n-кубитный оператор Адамара:
{\textstyle H^{\otimes n}={\frac {1}{\sqrt {2^{n}}}}\sum \limits _{x,y\in \{0,1\}^{n}}{{(-1)}^{x\cdot y}|y\rangle \langle x|}}
А также тот факт, что применение оператора {\textstyle U_{f}} к состоянию вида {\textstyle |x\rangle |-\rangle =|x\rangle \otimes |-\rangle }, где {\textstyle |-\rangle ={\frac {|0\rangle -|1\rangle }{\sqrt {2}}}} даёт в результате величину {\textstyle U_{f}(|x\rangle |-\rangle )=(-1)^{f(x)}|x\rangle |-\rangle }.
По шагам работа алгоритма может быть представлена следующим образом:
1. На первом шаге оператор Адамара {\displaystyle H^{\otimes {(n+1)}}} применяется к {\displaystyle (n+1)}-кубитному состоянию {\displaystyle |0\rangle ^{n}|1\rangle }, состоящего из основного состояния {\displaystyle |0\rangle ^{n}} и вспомогательного бита {\displaystyle |1\rangle }:  {\textstyle |0\rangle ^{n}|1\rangle {\xrightarrow {H^{\otimes {(n+1)}}}}{\frac {1}{\sqrt {2^{n}}}}\sum \limits _{x\in \{0,1\}^{n}}|x\rangle |-\rangle };
2. Затем к результату предыдущего шага применяется оператор {\displaystyle U_{f}}:  {\textstyle {\frac {1}{\sqrt {2^{n}}}}\sum \limits _{x\in \{0,1\}^{n}}|x\rangle |-\rangle {\xrightarrow {~U_{f}~}}{\frac {1}{\sqrt {2^{n}}}}\sum \limits _{x\in \{0,1\}^{n}}{(-1)}^{f(x)}|x\rangle |-\rangle };
3. После чего к первым {\displaystyle n} кубитам результата применяется {\displaystyle H^{\otimes (n)}}, что, с учётом того, что {\displaystyle f(x)=a\cdot x}, даёт[4]:  {\textstyle {\frac {1}{\sqrt {2^{n}}}}\sum \limits _{x\in \{0,1\}^{n}}{(-1)}^{a\cdot x}|x\rangle |-\rangle {\xrightarrow {~H^{\otimes (n)}~}}{\frac {1}{2^{n}}}\sum \limits _{x,y\in \{0,1\}^{n}}{(-1)}^{(a\cdot x)\oplus (x\cdot y)}|y\rangle |-\rangle \sim |a\rangle |-\rangle }.

В результате измерение входного регистра даст значение {\displaystyle |a\rangle }. Таким образом, в квантовой постановке задачи достаточно {\displaystyle O(1)} обращений к оракулу. В общем случае построение и использование оракула требует {\displaystyle O(4^{n})} логических элементов, но это не учитывается при анализе алгоритма в данной модели, так как значимым для неё является только число обращений к оракулу. Алгоритм в таком виде был реализован на 5- и 16-кубитных компьютерах IBM, также возможно собрать оптическую cистему, реализующую алгоритм.

### Реализация алгоритма на компьютерах IBM
В любой практической реализации алгоритма Бернштейна — Вазирани основную сложность составляет создание оракула, так как построение и использование оракула требует {\displaystyle O(4^{n})} логических элемента.
Кроме сложности построения оракула, практической реализации сопутствуют проблемы с точностью. Тестирование системы проводилось на 1-, 2- и 3-битных строках, на которых симулятор IBM-Qiskit выдавал правильный ответ со 100 % точностью. Затем было проведено тестирование 1- и 2-битных строк на 5-кубитной машине ibmqx4 и 16-кубитной ibmqx5, где были зафиксированы ошибки вычислений и сильное отклонение от ожидаемого результата.

## Практическое применение
Алгоритм Бернштейна — Вазирани может применяться:
1. В базах данных[8]. С помощью алгоритма доступ к нужным данным теоретически можно получить значительно быстрее, чем в классическом случае.
2. В атаке на блочный шифр[9]. Алгоритм Бернштейна — Вазирани предоставляет несколько новых, более совершенных, чем в классическом случае, способов атаки на блочный шифр.
3. В тесте производительности для квантовых компьютеров[10]. Алгоритм используется в качестве теста производительности для 11-кубитного квантового компьютера.